# .458 Winchester Magnum
.458 Winchester Magnum (.458 Win Mag, .458 Винчестер магнум; 11,63×63 мм) — охотничий патрон высокой мощности.

## История
Патрон .458 Winchester Magnum был создан в 1956 году известной американской оружейной фирмой «Винчестер» (Winchester Repeating Arms Company). За основу была взята гильза от широко распространённого патрона .375 Н&Н Magnum, дульце которой расширили до 0,458 дюйма (11,63 мм), так что она из бутылочной стала цилиндрической. Гильзу также укоротили на 8 мм — до 2,5 дюймов (63,5 мм). Разработчики планировали создать боеприпас, превосходящий по показателям такие патроны, как .450 Nitro Express и .470 Nitro Express и который при этом подходил бы под большинство существовавших моделей магазинных карабинов.
Получившийся боеприпас оказался не столь мощным, как рассчитывали конструкторы, но быстро завоевал популярность среди охотников на крупную дичь, прежде всего, в Африке. Он удачно заполнил нишу, образовавшуюся в 1960-е годы после прекращения производства целого ряда британских патронов этого класса. Причиной этому стала в большой степени дешевизна нового патрона и то, что под него стало выпускаться большое количество моделей оружия, гораздо более доступного по цене, чем чрезвычайно дорогие модели под британские патроны. Это был первый «слоновый» патрон американского происхождения.

## Особенности и применение
.458 Winchester Magnum — мощный патрон, подходящий для охоты на самую крупную дичь, вплоть до слона. Он, однако, менее мощный, чем многие другие патроны, рассчитанные на «большую пятёрку», например, .470 Nitro Express. Чаще всего он снаряжается пулей весом в 500 гранов (32,4 г), начальная скорость которой 620—650 м/с, а дульная энергия — около 5-5,7 кДж (могут применяться и более лёгкие пули с повышенной начальной скоростью).
Мощность патрона часто рассматривается как недостаточная для стрельбы слонов или носорогов. Но .458 Winchester Magnum очень хорошо годится для охоты на других представителей «пятёрки» (льва, буйвола и леопарда), тем более, что на коротких дистанциях его поражающая способность не уступает таковой у других мощных боеприпасов. Некоторые авторы называют .458 Winchester Magnum специальным боеприпасом для стрельбы на короткие дистанции. Многие профессиональные охотники предпочитают его при стрельбе львов. В любом случае, данный патрон чрезвычайно широко распространён среди охотников на «пятёрку», что даёт основание считать его самым популярным «слоновым» патроном.
.458 Winchester Magnum — не дальнобойный боеприпас. Оптимальная дистанция пристрелки — 100 м.
Он нашёл применение не только в Африке — американские охотники применяют его по медведю. Американские любители ручного снаряжения кустарным способом часто повышают мощность этого патрона очень существенно.
Несомненное достоинство патрона — сравнительно слабая отдача, которая заметно меньше, чем у других аналогичных патронов (тем не менее, она всё равно значительная). Этот патрон также отличает высокая надёжность в жарком климате. Кроме того, .458 Winchester Magnum существенно дешевле других «африканских» патронов. Под него выпускается широкий ассортимент оружия, как в США, так и в Западной Европе.